# André de Resnier
Pour les articles homonymes, voir Resnier.
André de Resnier, né le 4 juillet 1734 à Angoulême (Charente), mort le 18 février 1794, est un général de brigade de la Révolution française.

## États de service
Nicolas André Resnier de Goué est le fils de Nicolas Resnier, greffier en chef de la sénéchaussée et siège présidial d'Angoumois, et de Marguerite Thevet de La Combedieu. Il est le frère du maire d'Angoulême André Resnier (1726-1810) et du général André Guillaume Resnier de Goué (1729-1811).
Il entre en service le 1er mai 1756, comme enseigne au régiment de Vermandois, il passe lieutenant le 9 octobre 1756, et capitaine commandant à la compagnie colonelle le 30 décembre 1769. Le 22 février 1770, il devient capitaine titulaire, et le 22 mars 1779, capitaine commandant. Il est fait chevalier de Saint-Louis le 2 octobre 1785.
Le 23 mars 1792, il reçoit son brevet de lieutenant-colonel, et le 18 juin 1793, il commande la place de Perpignan. Il est promu général de brigade provisoire et commandant à Perpignan par les représentants du peuple près de l’armée des Pyrénées orientales, Fabre et Gaston, le 15 août 1793. Le 11 janvier 1794, il est décrété d’arrestation par les représentants Soubrany et Milhaud, et le 21 janvier 1794, il est suspendu de ses fonctions par le Conseil exécutif provisoire.
Il meurt le 18 février 1794.

## Sources
- Georges Six, Dictionnaire biographique des généraux & amiraux français de la Révolution et de l'Empire (1792-1814), Paris : Librairie G. Saffroy, 1934, 2 vol., p. 357
- (en) « Generals Who Served in the French Army during the Period 1789 - 1814: Eberle to Exelmans »
- Léon Hennet, Etat militaire de France pour l’année 1793, Siège de la société, Paris, 1903, p. 111.